# Messapis
Els messapis (llatí: Messapii, també Calabri; grec antic: Μεσσάπιοι, Messápioi— foren un poble que habità la regió de l'Apúlia, i constituïen una branca dels iapigis. El seu nom podria derivar de la ciutat de Messàpia, situada entre Oria i Brundísium, encara que la seva existència no és segura. Els grecs anomenaven el seu país Messàpia.

## Mitologia
Virgili i Heròdot els atribueixen un origen cretenc. Heròdot diu que en una època mítica els cretencs que es van perdre de la flota del rei Minos van arribar a Sicània (Sicília), després d'un infructuós setge a la ciutat de Camic, mentre intentaven tornar a Creta, una tempesta va destrossar les seves naus i els llançà a la costa de Iapígia. Allà van fundar una ciutat. A partir d'aquell moment s'haurien dit messapis iapigis. Hi havia historiadors, el mateix Heròdot explica, que deien que eren un poble il·liri, arribats a aquell lloc cap a l'any 1000 aC.
Antoní Liberal recull un mite sobre els messapis que narra com una vegada, vora les Roques Sagrades, van aparèixer dansant un grup de nimfes, i els nois del país van abandonar els ramats i van posar-se a mirar com ballaven. Van dir que ells podien dansar millor. Això va ofendre les nimfes, i es va organitzar un concurs. Els nois ignoraven que les noies eren divinitats, i van dansar com en una competició entre els mortals. La seva forma de ballar era barroera, atès que eren pastors. Elles van ballar amb un gran encant, i es van imposar als nois. Les nimfes van dir: «No volíeu competir amb les nimfes epimèlides? Doncs ara que us hem vençut us en penedireu». I tots els nois, allà mateix, van ser convertits en arbres.

## Primers assentaments
L'origen dels messapis no és clar. La teoria més acceptada és que procedien d'Il·líria, que es van establir a la Pulla com una subtribu diferenciada dels altres iapigis. Sembla que aquests es van escampar cap al nord des de Salento.
L'assentament preitàlic de Gnapia fou fundat al segle v aC durant l'edat del bronze. Els iapigis se'n van apoderar i, en la mateixa època, ocuparen també grans zones de la Pulla. Els messapis ja tenien llavors una identitat pròpia, diferent dels iapigis. Rúdies fou un dels primers assentaments, creat a finals del segle v aC o començaments del següent, el qual va ser molt important, però quan els messapis van ser derrotats pels romans, la ciutat va perdre prosperitat fins a ser només una petita població, mentre que la veïna Lúpies (actual Lecce) ocupava el seu lloc. Els messapis no van tenir un govern centralitzat, els seus assentaments eren ciutats estat independents. Van mantenir relacions comercials amb ciutats de la Magna Grècia.

## Aliances

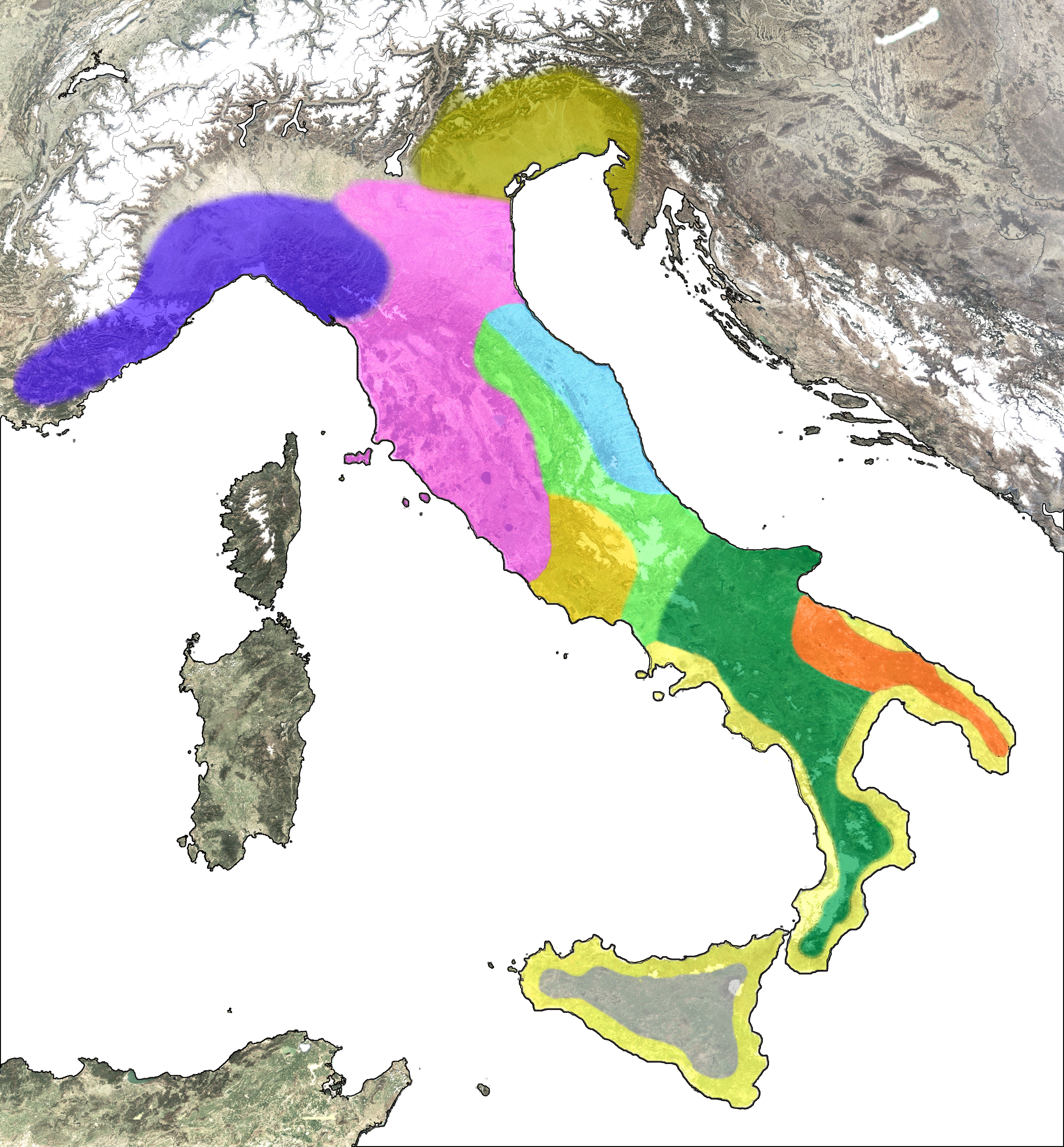
Els messapis i els altres pobles que habitaven la península Itàlica durant l'edat del ferro
lígurs
vènets
etruscs
picentins
umbres
oscs
llatins
messapis
grecs
sículs

L'any 473 aC la ciutat grega de Tarent, que era situada a la zona fronterera de Messàpia, es va unir amb Règion i juntes van capturar ciutats dels messapis i dels peuquecis. Tanmateix, les tribus de iapigis els van derrotar gràcies a la superioritat dels seus soldats a cavall. La guerra contra Tarent es va perllongar fins al 467 aC.
Durant la segona guerra del Peloponès entre Atenes i Esparta, els messapis van ser aliats d'Atenes. Van participar enviant arquers a una gran expedició militar contra Siracusa, una colònia espartana de Sicília (415-13 aC). La campanya va resultar un desastre i tota la força atacant va resultar destruïda.
L'any 356 aC els messapis i els lucans es van aliar per conquerir Heraclea de Lucània i Metapont. El 342 aC Tarent va demanar ajut a Arquidam III d'Esparta. Arquidam va morir el 338 aC en una batalla davant les muralles de la ciutat messàpia de Manduria.
El 333 aC Tarent va demanar suport a Alexandre I de l'Epir per derrotar els lucans. Alexandre va derrotar els messapis, aliats dels lucans, però va morir el 330 aC traït per un lucà en la batalla de Pandòsia.
Després d'això els messapis van trencar el seu pacte amb els lucans i van cercar nous aliats: amb Tarent i amb Cleònim d'Esparta, el qual va estar lluitant a la regió (303-302 aC) per ajudar els tarentins en la seva lluita renovada contra els lucans.
Durant la segona guerra samnita (327-304 aC) entre Roma i el Samni, els messapis, iapigis i peuquecis van lluitar del bàndol dels samnites. Algunes ciutats dels daunis van fer costat als romans però d'altres van preferir ajudar els samnites. La ciutat de Canusium va passar sota domini romà el 318 aC. Silvium, una ciutat fronterera dels peuquecis que havia estat protegida pels samnites, fou capturada pels romans l'any 306 aC.
Durant les guerres pírriques (280-275 aC) els messapis van ajudar els tarentins i a Pirros, rei de l'Epir, que va desembarcar a Tarent per ajudar aquesta ciutat a defensar-se de l'atac romà. Segons els historiadors antics, el veritable objectiu d'aquest rei era conquerir tota la península. Pirros va lluitar diverses batalles contra els romans i va fer campanya per Sicília, però allà es va donar per vençut i va marxar. Els messapis són esmentats per Dionís d'Halicarnàs com a col·laboradors de Pirros en la batalla d'Asculum.
L'any 272 aC els romans van capturar Tarent i els 267 aC van ocupar la ciutat messàpia de Brèntion. Aquesta va esdevenir el port romà per comunicar-se amb l'est de la Mediterrània. Després d'això els messapis són rarament esmentats en les fonts documentals, ja que van ser romanitzats.
Durant la invasió d'Hanníbal en el context de la Segona Guerra Púnica (218-201 aC) els messapis van romandre fidels als romans. La batalla de Cannes, on Hanníbal va derrotar les forces dels romans i els aliats d'aquests, es va lluitar en el territori veí dels peuquecis. Els supervivents romans van ser acollits a Canusium. Part de les etapes finals de la guerra es van lluitar a Monte Gargano, a la zona més septentrional de la Pulla, en territori dels daunis.

## Llengua
Els messapis tenien un idioma propi, el messapi, pertanyent al grup de llengües indoeuropees, possiblement de la mateixa branca que les Llengües il·líries parlades al litoral de la mar Adriàtica en aquell temps. Era la mateixa llengua parlada per les tribus de iapigis.
Coneixien l'escriptura i feien servir l'alfabet grec emprat a Jònia. Se'n conserven cinquanta inscripcions, que només s'han desxifrat parcialment. Aquesta llengua va quedar extingida quan els seus parlants van adoptar el llatí durant la romanització i potser alguns es van passar al grec.

## Principals ciutats
- Alytia (Alezio)
- Aoxentum (Ugento)
- Brention/Brenteseion(Bríndisi)
- Cavallino
- Hodrum/Idruntum (Òtranto)
- Hyria/Orria (Oria)
- Kaìlia (Ceglie Messapica)
- Manduria
- Mesania (Mesagne)
- Neriton (Nardò)
- Rudiae (rodalia de Lecce)
- Mios/Myron (Muro Leccese)
- Thuria sallentina (Roca Vecchia)

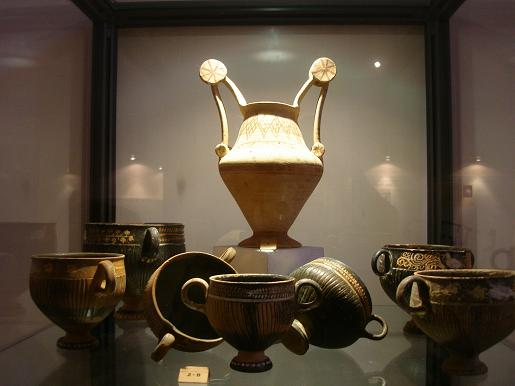
Ceràmica elaborada pels messapis. Museu d'Oria, palazzo Martini.

Altres assentaments descoberts recentment estan a: Francavilla Fontana, San Vito dei Normanni i Vaste (Poggiardo).